# هور - غرنزهآوزن (اتحاد إداري)
اِتِّحاد هُور - غرِنزٌهَآوزِنٌ (بالأَلمانِيَّة: Verbandsgemeinden Höhr - Grenzhausen) هُو اِتِّحاد إِدارِي أَلمانِيَّ في مِنطَقَة ڤِيستر ڤَآلد كرآيس التَّابِعة لِمُحافظة كُوبلنز في وِلاَية رَآينٌ لَاند - بفَآلز في جُمهُوريَّة أَلمَانيَا الاِتّحاديّة. ويضُمُّ اِتِّحاد هُور - غرِنزٌهَآوزِنٌّ مدِينة واحِدة، وثلاث بلدات بمِساحة تُقَدَّر بحَوالَي 36 كم².

## بلدَات اِتِّحاد هُور - غرِنزٌهَآوزِنٌ
يضُمُّ اِتِّحاد هُور - غرِنزٌهَآوزِنٌ مدِينة واحِدة، وثلاث بلدات بمِساحة تُقَدَّر بحَوالَي 36 كم². وهي كالتَّالي:

### المُدُن
| اِسم المدِينة           | ٱلِٱسم بالأَلمانِيَّة         | عَدد السُكَّان | المِساحَة (كم²) |
| --------------------- | ------------------------ | ---------- | ------------- |
| مدِينة هُور - غرِنزٌهَآوزِنٌ | Stadt Höhr - Grenzhausen | 9٬353      | 16            |

### البلدَات
| اِسم البلدَة     | ٱلِٱسم بالأَلمانِيَّة     | عَدد السُكَّان | المِساحَة (كم²) |
| -------------- | -------------------- | ---------- | ------------- |
| بَلْدَة هِيلّشَآيد   | Gemeinde Hillscheid  | 2٬468      | 14            |
| بَلْدَة هِيلغِيرت   | Gemeinde Hilgert     | 1٬494      | 5             |
| بَلْدَة كَامِّرفُورِست | Gemeinde Kammerforst | 244        | 1             |

## وُصلات خارجيّة
- صفحة اِتِّحاد هُور - غرِنزٌهَآوزِنٌ الرّسميّة (باللُّغَةُ الألمانِيّة).

## مَراجع
1. ↑  "معلومات عن هور - غرنزهآوزن (اتحاد إداري) على موقع viaf.org". viaf.org. مؤرشف من الأصل في 2016-12-26.
2. ↑  "معلومات عن هور - غرنزهآوزن (اتحاد إداري) على موقع d-nb.info". d-nb.info. مؤرشف من الأصل في 2019-12-15. {{استشهاد ويب}}: |archive-date= / |archive-url= timestamp mismatch (مساعدة)